# Allemagne aux Jeux olympiques d'hiver de 1992
L'Allemagne participe aux Jeux olympiques d'hiver de 1992 à Albertville en France du 8 au 23 février 1992. Il s'agit de sa cinquième participation à des Jeux d'hiver.
La délégation allemande est composée de 111 athlètes: 75 hommes et 36 femmes.

## Liste des médaillés
| Sport                  | Discipline          | Athlète(s)                                            |
| Médaille d'or : 10     |                     |                                                       |
| Biathlon               | Srpint hommes       | Mark Kirchner                                         |
| Biathlon               | Individuel femmes   | Antje Misersky                                        |
| Biathlon               | Relais hommes       | Ricco Groß Jens Steinigen Mark Kirchner Fritz Fischer |
| Luge                   | Simple hommes       | Georg Hackl                                           |
| Luge                   | Double hommes       | Stefan Krausse et Jan Behrendt                        |
| Patinage de vitesse    | 500 m hommes        | Uwe-Jens Mey                                          |
| Patinage de vitesse    | 1 000 m hommes      | Olaf Zinke                                            |
| Patinage de vitesse    | 1 500 m femmes      | Jacqueline Börner                                     |
| Patinage de vitesse    | 3 000 m femmes      | Gunda Niemann                                         |
| Patinage de vitesse    | 5 000 m femmes      | Gunda Niemann                                         |
| Médaille d'argent : 10 |                     |                                                       |
| Biathlon               | Srpint hommes       | Ricco Groß                                            |
| Biathlon               | Individuel hommes   | Mark Kirchner                                         |
| Biathlon               | Sprint femmes       | Antje Misersky                                        |
| Biathlon               | Relais femmes       | Uschi Disl Antje Misersky Petra Schaaf                |
| Bobsleigh              | Bob à deux hommes   | Rudi Lochner Markus Zimmermann                        |
| Bobsleigh              | Bob à quatre hommes | Wolfgang Hoppe Bogdan Musiol Axel Kühn René Hannemann |
| Luge                   | Double hommes       | Yves Mankel et Thomas Rudolph                         |
| Patinage de vitesse    | 1 500 m femmes      | Gunda Niemann                                         |
| Patinage de vitesse    | 3 000 m femmes      | Heike Warnicke                                        |
| Patinage de vitesse    | 5 000 m femmes      | Heike Warnicke                                        |
| Médaille de bronze : 6 |                     |                                                       |
| Bobsleigh              | Bob à deux hommes   | Christoph Langen Günther Eger                         |
| Luge                   | Simple femmes       | Susi Erdmann                                          |
| Patinage de vitesse    | 500 m femmes        | Christa Rothenburger                                  |
| Patinage de vitesse    | 1 000 m femmes      | Monique Garbrecht-Enfeldt                             |
| Patinage de vitesse    | 5 000 m femmes      | Claudia Pechstein                                     |
| Ski alpin              | Super-G femmes      | Katja Seizinger                                       |

| Sport               | Médaille d'or, Jeux olympiques | Médaille d'argent, Jeux olympiques | Médaille de bronze, Jeux olympiques | Total |
| ------------------- | ------------------------------ | ---------------------------------- | ----------------------------------- | ----- |
| Patinage de vitesse | 5                              | 3                                  | 3                                   | 11    |
| Biathlon            | 3                              | 4                                  | 0                                   | 7     |
| Luge                | 2                              | 1                                  | 1                                   | 4     |
| Bobsleigh           | 0                              | 2                                  | 1                                   | 3     |
| Ski alpin           | 0                              | 0                                  | 1                                   | 1     |
| Total               | 10                             | 10                                 | 6                                   | 26    |